# Сов'є
Со́в'є (рос. Совье) — село у складі Слободського району Кіровської області, Росія. Входить до складу Денисовського сільського поселення.

## Населення
Населення становить 470 осіб (2010, 616 у 2002).
Національний склад станом на 2002 рік — росіяни 96 %.

## Історія
Вперше село згадується 1615 року, тоді у ньому була тепла дерев'яна церква та 4 двори. 1652 року у селі було вже 2 дерев'яні церкви. 1765 року одна церква була перебудована як кам'яна. Під час другої світової війни у селі знаходився дитячий будинок для дітей з блокадного Ленінграду.